# Albuca karachabpoortensis
Albuca karachabpoortensis là một loài thực vật có hoa trong họ Măng tây. Loài này được (U.Müll.-Doblies & D.Müll.-Doblies) J.C.Manning & Goldblatt mô tả khoa học đầu tiên năm 2009.